# Франк Ведекинд
Франк Ведекинд (на немски: Frank Wedekind), с цяло име Benjamin Franklin Wedekind, е немски писател, драматург и актьор, предшественик на литературния експресионизъм.

## Биография
След неуспеха на Мартенската революция в Германия от 1848/49 г. бъдещият баща на Франк Ведекинд – лекар-гинеколог – се преселва в Америка, където натрупва значително състояние по времето на Калифорнийската златна треска. В Сан Франциско се жени за швейцарка и през 1864 г. младото семейство се завръща в Германия, като се установява в Хановер. Там на 24 юли 1864 г. се ражда Франк Ведекинд.
През 1872 г. емигрират в Швейцария. Като опозиция на новосъздадената пруско-немска империя бащата е купил двореца „Ленцбург“ в кантона Ааргау. Там Франк Ведекинд прекарва ранните си години. През есента на 1872 г. постъпва в ленцбургското областно училище и завършва гимназия.
След като полага матура през 1884 г. Ведекинд започва да следва немска и френска литература в Лозанския университет. Още същата година по желание на бащата се премества в Мюнхенския университет, където записва право, но и тук прекъсва следването си. Работи между другото като журналист и шеф на рекламния отдел на швейцарската фирма за хранително стоки „Маги“. За кратко е секретар в „Цирк Херцог“. Приятелският му кръг се състои от художници и циркови артисти. Цирковите представления очароват Ведекинд през целия му живот и вдъхновяват неговото творчество.
През лятото на 1888 г. Франк Ведекинд според очакванията на баща си започва отново да следва право в Цюрих. Когато през октомври същата година бащата умира, Ведекинд прекъсва и това следване. Бащата му оставя значително наследство, което позволява на сина да води независим и свободен творчески живот, но само за няколко години състоянието се стопява.
През 1889 г. Ведекинд се преселва в Мюнхен, а през 1891 г. – в Париж, където се запознава с бъдещия си издател. Следват пътувания в Швейцария, Лондон и Берлин. През 1896 г. Ведекинд се завръща в Мюнхен и става съосновател на сатиричното списание „Симплицисимус“, в което публикува под различни псевдоними. Многобройни успешни писатели сътрудничат на списанието със свои текстове: Рихард Демел, Бруно Франк, Херман Хесе, Хуго фон Хофманстал, Ерих Кестнер, Хайнрих Ман, Томас Ман, Густав Майринк, Артур Шницлер, Роберт Валзер, Якоб Васерман и др. Като драматург Ведекинд изпитва влияния от Георг Бюхнер, Хенрик Ибсен, Фридрих Ницше, Аугуст Стриндберг и Герхарт Хауптман.
Разпространяването на едно сатирично стихотворение за кайзер Вилхелм II („В обетованата земя“) принуждава Ведекинд да бяга в Париж. Когато през следващата година се завръща в Германия, е осъден за „оскърбление на монарха“ и за шест месеца е хвърлен в затвора.
До смъртта си Ведекинд живее в Мюнхен заедно със съпругата си, австрийската актриса Тили Невес, която играе главните роли в много от неговите пиеси. Когато в началото на Първата световна война консервативно-националистическите сили в Германия вземат надмощие, Ведекинд отново изпада в материални затруднения.
Франк Ведекинд умира на 9 март 1918 г. вследствие на усложнения след операция на апендицит.

## Пиеси (подбор)
- Kinder und Narren, Drama (1890)
- Frühlings Erwachen, Drama (1891)

Пробуждане на пролетта. Трагедия на детската душа, изд.: Стара Загора (1909), прев. Цветан Маринов
Пробуждане на пролетта. Трагедия на детската душа, изд.: Хемус, София (1918), прев. Цветан Маринов
Пробуждане на пролетта, изд.: Пигмалион, Пловдив (2003), прев. Владко Мурдаров
- Der Liebestrank, Drama (1891)
- Erdgeist, Drama (1895)

Земният дух, изд.: Пигмалион, Пловдив (2007), прев. Владко Мурдаров
- Die Fürstin Russalka, Gedichte, Erzählungen, Pantomimen (1897)
- Der Kammersänger, Drama (1897)

Камерзингерът, изд.: Пигмалион, Пловдив (2003), прев. Владко Мурдаров
- Der Marquis von Keith, Drama (1901)

Маркиз фон Кайт, изд.: Пигмалион, Пловдив (2003), прев. Владко Мурдаров
- Der Tantenmörder, Moritat (1902)
- So ist das Leben, Drama (1902)
- Mine-Haha, Romanfragment (1903)
- Die Büchse der Pandora, Drama (1902)

Кутията на Пандора, изд.: Пигмалион, Пловдив (2007), прев. Владко Мурдаров
- Hidalla oder Sein und Haben, Drama (1904)
- Totentanz, Drama (1905)

Смъртта и дяволът, (Мъртвешки танц), изд.: Пигмалион, Пловдив (2003), прев. Владко Мурдаров
- Die vier Jahreszeiten, Gedichte (1905)
- Musik, Drama (1907)

Музика, изд.: Знание, София (1912), прев. Стефан Попвасилев
Музика, изд.: Пигмалион, Пловдив (2003), прев. Владко Мурдаров
- Die Zensur, Drama (1907/1908)

Цензура, изд.: Мавродинов, Тутракан (1912), прев. Гр. Динков
- Oaha, Drama (1908)
- Der Stein der Weisen, Einakter (1909)
- Franziska, Drama (1911)
- Simson oder Scham und Eifersucht, dramatisches Gedicht (1913)
- Lulu, Drama (1913)

Лулу, изд.: Пигмалион, Пловдив (2007), прев. Владко Мурдаров
- Bismarck, Drama (1914/15)
- Überfürchtenichts, Drama (1915/1916)
- Herakles, dramatisches Gedicht (1916/1917)
- Lautenlieder (1920)